# Henry A. Wallace
Henry Agard Wallace, (Orient, 7 de outubro de 1888 - Danbury, 18 de novembro de 1965) foi um político dos Estados Unidos. Foi vice-presidente dos Estados Unidos, em plena Segunda Guerra Mundial (entre 1941 e 1945) na gestão do presidente Franklin D. Roosevelt. Oitenta e dois dias antes de se tornar o 33º presidente dos Estados Unidos, foi substituído por Harry Truman, quem acabou assumindo o cargo, com a morte de Roosevelt, no dia 12 de abril de 1945.
Fora antes Secretário da Agricultura (1933-40) e depois foi Secretário do Comércio (1945–46). Na eleição presidencial de 1948 foi candidato pelo Partido Progressista.

## Livros escritos por Wallace
Wallace escrevey várias obras sobre agricultura, política e assuntos sociais.
- Agricultural Prices  (1920)
- New Frontiers  (1934)
- America Must Choose  (1934)
- Statesmanship and Religion  (1934)
- Technology, Corporations, and the General Welfare  (1937)
- The Century of the Common Man  (1943)
- Democracy Reborn  (1944)[1]
- Sixty Million Jobs  (1945)
- Toward World Peace  (1948)